# Giorno dell'hangul
Il Giorno dell'hangŭl (in Corea del Sud) o Giorno del chosŏngŭl in Corea del Nord — chiamato anche Giorno della proclamazione dell'hangŭl/chosŏngŭl e Giorno dell'alfabeto coreano — è una ricorrenza coreana in cui si ricorda l'invenzione e l'adozione ufficiale dell'hangŭl/chosŏngŭl, alfabeto della lingua coreana, da parte del re Sejong il Grande. Si festeggia il 9 ottobre nella Corea del Sud e il 15 gennaio nella Corea del Nord.
Secondo la Cronaca di Re Sejong, nel nono mese del calendario lunare del 1446 il re proclamò la pubblicazione di Hunmin Jeongeum, il documento che introduceva il nuovo alfabeto (anch'esso inizialmente chiamato Hunmin Jeongeum). Nel 1926, la Società dell'hangul (istituzione che studia l'hangŭl e la lingua coreana) celebrò il quattrocentottantesimo anniversario dell'hangŭl il 4 novembre, ultimo giorno del nono mese del calendario lunare. Quella prima celebrazione diede inizio alla ricorrenza, inizialmente chiamata "Gagyanal (가갸날)", da "Gagyageul (가갸글)", un antico nome colloquiale dell'hangŭl basato su una filastrocca che inizia con le parole "gagya geogyeo (가갸거겨)". La data della ricorrenza era in ogni caso stabilita sulla base del calendario lunare.
Nel 1913, Ju Si-gyeong coniò il nome "Hangul" per indicare l'alfabeto e alla fine degli anni venti questo nome fu adottato ufficialmente. Nel 1928, di conseguenza, la ricorrenza fu ribattezzata "Hangulnal".
Nel 1931, si decise che la ricorrenza fosse celebrata sulla base del calendario gregoriano, e si scelse il giorno del 29 ottobre. Nel 1934 la ricorrenza fu spostata al 28 ottobre, sulla base dell'osservazione che nel 1466 era ancora in vigore il calendario giuliano.

Hunmin Jeongeum

Nel 1940 fu scoperta una copia originale del Hunmin Jeongeum Haerye, un commentario allo Hunmin Jeongeum apparso poco dopo il documento originale. Da questa nuova fonte fu appurato che lo Hunmin Jeongeum era stato annunciato nei primi dieci giorni (sangsun; 상순; 上旬) del nono mese del calendario lunare. Il decimo giorno del nono mese del 1446 era l'equivalente del 9 ottobre del calendario giuliano. Dopo la nascita della Corea del Sud nel 1945, il giorno dell'hangul fu dichiarato giorno festivo da ricordare il 9 ottobre; in questo giorno gli impiegati lavorativi osservavano il riposo dal lavoro.

Il suo status di giorno festivo fu rimosso nel 1991 a causa della pressione esercitata dai più influenti chaebol per aumentare i giorni lavorativi. Comunque, il giorno dell'Hangul è rimasto una giornata dedicata al ricordo dell'evento. La Hangul Society ha cercato di far ripristinare la festività, ma senza successo.

La Corea del Nord celebra l'equivalente Chosŏn'gŭl nal il 15 gennaio per ricordare il giorno del 1445 (1444 nel calendario lunare), in cui si crede vi sia stata la creazione del Hunmin Jeongeum.
Alcuni linguisti statunitensi e tedeschi celebrano questo giorno ogni anno come riconoscimento per l'alfabeto coreano come successo linguistico di rilevanza globale.